# پل ودروکس
پل ودروکس (انگلیسی: Paul Weatherwax) یک تدوین‌گر اهل ایالات متحده آمریکا بود.
وی دو مرتبه در سال‌های ۱۹۴۸ و ۱۹۵۶ میلادی، برندهٔ جایزه اسکار بهترین تدوین شد.
از فیلم‌ها یا مجموعه‌های تلویزیونی که وی در آن‌ها نقش داشته است، می‌توان به شوهر جنگاور و ازدواج به سبک وایکیکی اشاره نمود.
وی یکی از برندگانِ کمک‌هزینه گوگنهایم است.